# Фалков, Михаил Филиппович
Михаил Филиппович Фалков (4 августа 1954, Днепропетровск, Украинская ССР — 2 февраля 1999, Москва, Российская Федерация) — советский и российский эстрадный певец, исполнитель классической музыки, песен военных лет, романсов, арий, хоров.
Заслуженный артист Республики Северная Осетия — Алания (1995). Победитель V Всероссийского конкурса исполнителей советской песни «Сочи-84». Участник XII Всемирного фестиваля молодёжи 1985 г. Награждён нагрудным знаком «За отличие в службе» II степени. Награждён медалью «70 лет вооруженных сил СССР».

## Артистическая деятельность
Карьеру певца начал в Киевском театре эстрады в 1979 г. Он был неподражаем в красном бархатном балахоне и колпаке с помпоном, напоминая доброе божество, с завораживающим голосом в спектакле «Ночь чудес» по Шекспиру в постановке Виталия Малахова. Затем была служба в рядах Советской Армии.
С 1984 г. началось длительное и продуктивное сотрудничество с Ансамблем песни и пляски внутренних войск МВД, в качестве солиста и главного дирижёра. Было записано несколько сольных дисков. В качестве солиста Ансамбля песни и пляски, Михаил объездил с гастролями СССР, страны Европы, Америки и Азии. В Ватикане, после выступления, Папа Римский Иоанн Павел II лично пожал руку всем солистам, включая Фалкова.
После победы на V Всероссийском конкурсе исполнителей советской песни «Сочи-84» на Михаила Филипповича обратил внимание Иосиф Кобзон, с которым Михаил записал несколько песен.
С Московским Государственным Академическим хором под руководством Владимира Минина было записано «Всенощное бдение» Рахманинова.
Голос Михаила Фалкова, его волнующий лирический тенор, продолжает звучать с компакт дисков в исполнении музыки Генделя, Моцарта, Россини, Шуберта, Стравинского.